# میتسوبیشی الکتریک
میتسوبیشی الکتریک کورپوریشن (به ژاپنی: 三菱電機株式会社) شرکت صنایع الکترونیک و تجهیزات الکتریکی چندملیتی ژاپنی است که در سال ۱۹۲۱ به‌عنوان شرکت تابعه‌ای از میتسوبیشی تأسیس شد. دفتر مرکزی این کورپوریشن در مارونواوچی واقع در منطقه چیودا توکیو قرار دارد و بخشی از سهام آن در بازارهای بورس توکیو و بورس لندن معامله می‌شود.

## تاریخچه
میتسوبیشی الکتریک به عنوان یک شرکت فرعی از دیگر شرکت اصلی گروه میتسوبیشی ، صنایع سنگین میتسوبیشی، سپس کشتی‌سازی میتسوبیشی، تأسیس شد، زیرا دومی یک کارخانه موتورهای الکتریکی دریایی را در کوبه، ناکازاکی واگذار کرد. از آن زمان به بعد تنوع پیدا کرد و به شرکت بزرگ الکترونیک تبدیل شد.
MELCO از سال ۱۹۹۳ تا ۲۰۰۵ رکورد ساخت سریعترین آسانسور جهان را که در برج لندمارک ۷۰ طبقه یوکوهاما نصب شده بود در اختیار داشت.
این شرکت در سال ۲۰۰۵ شرکت کنتسو ژاپن، تولیدکننده لوازم خانگی ژاپنی را خریداری کرد.
در سال ۲۰۱۵، شرکت دی‌لاکلیما، یک شرکت ایتالیایی که واحدهای HVAC و HPAC را طراحی و تولید می‌کند، خریداری کرد که در سال ۲۰۱۷ به میتسوبیشی الکتریک هیدرونیک و سیستم‌های خنک‌کننده فناوری اطلاعات تغییر نام داد.
در اوایل سال ۲۰۲۰، میتسوبیشی الکتریک به عنوان قربانی حملات سایبری یک ساله توسط هکرهای چینی شناسایی شد.
در سال ۲۰۲۳، میتسوبیشی الکتریک برنامه‌های خود را برای هزینه ۱۰۰ میلیارد ین برای ساخت یک کارخانه نیمه هادی جدید در استان کوماموتو، با تاریخ هدف آوریل ۲۰۲۶ برای شروع تولید اعلام کرد.

## زمینه فعالیت
این شرکت در زمینه طراحی، توسعهٔ فناوری و تولید انواع پنل‌های فتوولتاییک، تجهیزات برق خورشیدی، انواع حسگرها، سامانه‌های راداری و ماهواره‌های مخابراتی، پمپ‌های حرارتی، موتورهای الکتریکی، پله برقی و آسانسور، دستگاه‌های تهویه مطبوع، کولرهای گازی و کمپرسور، سامانه‌های اتوماسیون صنعتی و ربات‌های صنعتی، ماشین‌های الکتریکی و خط‌نورد فعالیت می‌نماید.

## محصولات
در سال ۲۰۲۱، گزارش سالانه شاخص‌های مالکیت فکری جهانی سازمان جهانی مالکیت فکری (WIPO) تعداد درخواست‌های ثبت اختراع میتسوبیشی الکتریک را که تحت معاهده همکاری ثبت اختراع منتشر شده است، رتبه سوم را در جهان با ۲۶۶۱ درخواست ثبت اختراع در طول سال ۲۰۲۰ رتبه‌بندی کرد این جایگاه نسبت به رتبه قبلی آنها در سال ۲۰۱۹ با ۲۳۳۴ درخواست، رتبه دوم را کاهش داده است. برخی از خطوط تولید MELCO، مانند سیستم‌های تهویه مطبوع، با محصولات صنایع سنگین میتسوبیشی همپوشانی دارند تا حدی به این دلیل که این شرکت‌ها دارای ریشه یکسانی هستند.